# Mosaïque de la légende de l'Attique
La mosaïque de la légende de l'Attique est une mosaïque romaine conservée au musée archéologique de Sousse dont elle constitue l'une des pièces maîtresses.

## Description
Trouvée dans les environs de Sousse, la mosaïque met en scène la déesse Niké ailée au centre, avec la déesse Athéna guerrière à sa droite et un homme à la musculature bien dessiné et dont on pense qu'il s'agit de Poséidon puisque la scène devrait évoquer la dispute de la possession de l'Attique, le territoire de la cité d'Athènes. 
Selon la légende de Cécrops, Athéna et Poséidon se sont disputé la possession de l'Attique et c'est à Athéna, jugée plus utile pour son peuple, que la possession et la protection de d'Athènes revient.
Sur la mosaïque, on voit ainsi Niké qui se tourne vers Athéna pour lui annoncer sa victoire.
Au-dessus de la mosaïque, on trouve une inscription qui jette un défi à l’envieux avec le texte suivant : « Invide, Livide ! Ces magnifiques monuments, que tu disais impossible à réaliser, ont été achevés pour le salut de nos deux seigneurs afin que tu ne méprises plus ces [choses] minimes ».